# Легенда про Уленшпігеля
«Леге́нда про Уленшпі́геля», повна назва «Леге́нда про герої́чні, весе́лі й славе́тні приго́ди Уленшпі́геля і Ла́мме Гудзака у Фла́ндрії та і́нших країнах» (фр. La Légende et les Aventures héroïques, joyeuses et glorieuses d'Ulenspiegel et de Lamme Goedzak au pays de Flandres et ailleurs) — історичний роман бельгійського письменника Шарля де Костера, опублікований у 1867 році. У романі використаний образ німецького діяча XIV століття Тіля Уленшпігеля, народного героя Нідерландів, однак автор використовує його для відображення боротьби фламандців проти поневолення в часи Реформації у Нідерландах.

## Історія
Де Костер з ранніх років цікавився минулим і мріяв стати істориком. Йому не вдалося отримати освіту за уподобаним фахом, проте у зрілому віці майбутній письменник влаштувався на роботу до королівського архіву Брюсселя, де мав доступ до різноманітних історичних документів. На їх основі він вирішив написати твір про героїчне минуле фламандців, що запекло виборювали незалежність у часи Нідерландської революції, коли Фландрія у складі Нідерландів перебувала під іспанським правлінням. 1858 року Шарль де Костер видав «Фламандські легенди» — збірку, написану за мотивами фламандських оповідок, в якій вже були помітні характерні риси майбутнього романіста: зацікавленість французьким і німецьким романтизмом, любов до містики й гумору. 1861 року він написав у схожому стилі «Брабантські оповідки». Весь цей час літератор-початківець працював над матеріалом для свого першого великого твору. Головним персонажем «Легенди» Шарль де Костер вирішив зробити народного героя XIV століття Тіля Уленшпігеля, в якому поєднувались героїзм, народна простота і гумор. 1867 року письменник завершив роботу над твором і 31 грудня «Легенда про Уленшпігеля» побачила світ.
Перший наклад був невеликим і залишився непоміченим, оскільки сучасні письменникові високопосадовці побачили у передмові натяки на себе, через що бельгійською пресою щодо роману було вжито «змову мовчання». 1869 року з'явилось французьке видання, що побачило світ у Парижі. У передмові до другого бельгійського видання 1893 року автор зазначає, що в створенні першого брали участь 18 осіб, маючи на увазі себе, двох видавців і 15 художників. Друге видання ілюстрував відомий художник Фелісьєн Ропс, однак і це не додало «Легенді» популярності. Пізніше книга вийшла з ілюстраціями-ліногравюрами знаменитого бельгійського модерністського художника й гравера Франса Мазереля. Лише в роки Першої світової війни роман став користуватись попитом, тоді ж його переклали англійською, німецькою, польською і російською мовами. В Росії роман Шарля де Костера вперше надрукували 1915 року в часописі «Голос минувшего», а в 1916 році видали як додаток до журналу «Нива» і окремою книгою у видавництві «Современные проблемы». За часів СРСР «Легенду про Уленшпігеля» популяризували через лівацькі настрої твору. Лише російською її видавали понад 40 разів загальним накладом у кілька мільйонів. А крім того переклали мовами усіх республік Радянського союзу.
Українською окремі фрагменти «Легенди про Тіля Уленшпігеля» були перекладені К. Гордієм і побачили світ у часописі «Вікна» (1927, № 1). У скороченому варіанті роман вперше видало видавництво «Український робітник» у Харкові 1928 року, цей переклад здійснив Л. Красовський. Найповнішими є українські видання у перекладі Є. Єгорової та Сидора Сакидона (останню видано в серії «Вершини світового письменства»). У 1979 вийшов друком скорочений переклад Надії Гордієнко-Андріанової для дітей. Загалом твір видавали українською вісім разів.

## Сюжет
В один день у родинах іспанського короля Карла V і фландрських простолюдинів Клааса і Сооткін народилися хлопчики. Королівське дитя назвали Філіпом, воно росло примхливим і жорстоким. Клаас назвав сина Тілем, однак згодом за ним закріпилось прізвисько Уленшпігель. Тіль ріс ледачим, веселим і капосним. Сусідкою Клааса була кума Катліна, що зналася на ворожбитстві. Вона народила позашлюбну дочку Неле, яка стала товаришкою Уленшпігеля по дитячих іграх.
Карл V, а згодом і Філіп провадили в Нідерландах політику жорсткого підкорення іспанській владі, особливо приділяючи увагу оподаткуванню, покаранню єресей і злочинів проти католицької церкви. За блюзнірство Тіля присудили до прощі до Риму, де він мав отримати відпуст від самого папи. Уленшпігель покинув рідну домівку, а закохана в нього Неле і згорьована мати залишились чекати вдома. Клаасів брат Йост, що перейшов на бік реформатів, заповів тому 700 флоринів. Але заздрісний сусіда-рибник підслухав розмову Клааса з братовим посланцем і наклепницьки віддав того під суд. Клааса викрили як єретика і спалили на вогнищі. За присудом половину його статків мав отримати зрадник, але Сооткін встигла сховати гроші у колодязі Катліни.
Тіль повернувся саме під час виконання присуду, він зібрав попіл батькового серця в ладанку і поклявся помститися. Відтепер шибайголова бачить сенс життя у боротьбі за визволення Фландрії від іспанських загарбників. Тим часом Катліна, що постраждала від тортур інквізиції й з'їхала з глузду, ходить на побачення з «дияволом». Той хитрощами вивідує, де Сооткін сховала гроші і краде їх. Невдовзі мати Тіля помирає у злиднях.
Уленшпігель йде у мандри, де зустрічає друга дитинства Ламме Гудзака. Це страшний ласун, черевань і страхополох, що шукає збіглу від нього жінку, яку чернець намовив жити у безшлюбній чистоті. Разом друзі потрапляють у різні пригоди, інколи веселі, але все частіше героїчні. Їм трапляється чимало простолюдинів — гезів, які допомагають реформатам. Тіль і Ламме вступають до війська Вільгельма I Оранського, де поступово підіймаються щаблями воїнської звитяги. Одного разу поблизу війська гезів з'являється вовкулака, що вбиває одиноких перехожих. Тіль береться упіймати «хижака» після особливо жорстокого вбивства дівчинки. Вовкулакою виявляється рибник, що через бідність грабує перехожих та імітує вовчі укуси. Зрадника і наклепника судять і спалюють на вогнищі. Катліна в одному з подорожніх дворян упізнає свого «диявола». За її словами проводять розслідування й з'ясовують, що дворянин дурив божевільну, видаючи себе за нечистого, що він вкрав гроші Сооткін, а також убив товариша. За убивство товариша його також присуджують до страти. Однак Катліна невдовзі теж помирає.
Тіль виявляє непокору до свого командира через недотримання тим слова, яке він дав полоненим. Разом із полоненими Тіля присуджують до повішання, але в останню мить Неле погоджується вийти за нього заміж — за місцевим звичаєм такого злочинця милують. Тіль одружується з Неле і разом вони несуть службу на одному з кораблів морських гезів. Ламме нарешті зустрічає свою жінку, а облудного ченця, що намагався віднадити її від законного чоловіка, Гудзак прирікає на своєрідну страту через переїдання (ченця годують насильно). Одного разу Тіль і Неле натираються чарівною маззю і бачать різні видива, після чого Неле приходить до тями, а Уленшпігель — ні. На згорьовану жінку натрапляє жалобна процесія й гробар вже починає рити Тілеві могилу, але той раптово прокидається зі сну і каже: «Хіба можна поховати Уленшпігеля — дух… матері нашої Фландрії? Фландрія може заснути, але вмерти — ніколи.»

## Аналіз твору

### Структура і основа сюжету
«Легенда про Уленшпігеля» складається з передмови і п'ятьох книг неоднакового об'єму, кожна з яких поділяється на маленькі безіменні глави. Передмова до роману містить авторські тлумачення, які подані як антитези до основної ідеї твору. Вона підписана ім'ям совича Пугупугуса Пугга, а також містить роз'яснення щодо того, звідки пішло прізвисько Уленшпігель: Ulen Spiegel (спотворене від Uyl en Spiegel) — «Сова і Дзеркало», тобто мудрість і сміх.
У першій книзі глави 6, 13, 16, 19, 41, 43, 47—49, 53, 59, 60, 62—64 позичені автором практично без змін з фламандської книги «Земне життя Тіля Уленшпігеля». Глави 24, 35, 39, 55, 57 містять авторські переробки того ж джерела, решта глав і книг належать перу суто Шарля де Костера. У другій книзі глава 11 складається з фрагментів історичної проповіді брата Корнеліса Адріансена, виголошеної 1590 року. Приспів у «Пісні гезів» (третя книга, глава 5) є фрагментом давньої фламандської пісні. Крім того, опис розгрому Собору Антверпенської Богоматері Шарль де Костер узяв з вірогідного повідомлення літописця Ван Метерена.
Наслідком такої розмаїтої бази стала стилістична неоднорідність твору і слабка зв'язність сюжету «Легенди». Більшість витівок Уленшпігеля безпідставні, їхні жертви або співучасники практично не фігурують в інших подіях роману, тобто вони подані як розрізнені епізоди. Місцями помітний анахронізм, наприклад, коли Філіпу було 29 років, народжений з ним в один день Уленшпігель ще по-юнацьки байдикував. Взагалі дати рідко згадуються у романі, натомість автор воліє відраховувати час посиланням на пори року. Їх часта зміна може плутати читача. Анахронізм полягає і в перенесенні особи Уленшпігеля — реальної постаті XIV століття — у часи Реформації.

### Герої і стиль твору
Головним персонажем роману Шарль де Костер обрав Уленшпігеля через демократичність цього образу: Тіль був героєм народних усних переказів, численних анекдотів, що відповідало задуму автора, який хотів показати Реформацію як рух низів проти захланної аристократії та кліру. Крім того, використання образу Уленшпігеля дозволяло внести істотну частку гумору, розрядити похмурий перебіг кривавих подій, описаних у романі. Анекдотичність головного героя певною мірою полегшувала сприйняття твору простими людьми, адже «Легенда про Уленшпігеля» була розрахована на пролетарські прошарки суспільства.
Додатковими інструментами передачі авторського задуму стали другорядні персонажі. Ім'я Ламме Гудзака в дослівному перекладі означає «Ягня Добре», тобто підкреслює добродушність і деяку недолугість цього героя. Товстуна показано страшенним ненажерою, що завше перебуває або в стані травлення, або в стані пошуку їжі, але цим письменник хоче показати, що насправді від Ламме не варто чекати якогось підступу. Цей образ в поєднанні з Уленшпігелем, який у дорослому віці облишив витівки і поводить себе як герой, багато в чому нагадує дует з відомого роману Мігеля де Сервантеса «Дон Кіхот», де товаришем відчайдушного лицаря виступає практичний і приземлений Санчо Панса. Літературознавці також відмічають схожість художнього стилю Шарля де Костера з творами Франсуа Рабле (зокрема «Ґарґантюа і Пантаґрюелєм»), а також різними формами середньовічної народної літератури: притчами, новелами тощо. Цим зумовлено включення в роман анекдотичних і розпусних сцен, відвертий опис яких був нормою у народному мистецтві тієї епохи.

### Ідея
«Легенда про Уленшпігеля» подана як історичний роман із включенням етнографічного матеріалу (народні пісні, анекдоти, перекази, оповідки). Сам автор багато працював над історичними документами того часу, тому в основних рисах твір є вірогідним. Загалом письменник правильно показав причинно-наслідковий зв'язок між подіями, описаними у романі: правління твердою рукою Карла V, надмірні амбіції його сина Філіпа II, оподаткування і важкий гніт конфіскацій, через які опосередковано розквітла інквізиція, перебіг війни Вільгельма I Оранського супроти іспанських карателів. Хоча Шарль де Костер не зосереджується на детальних описах побуту, але згадує багато характерних рис середньовічного життя: катання на ковзанах, поширені страви, пересування простолюду на ослах, допити і тортури суддів тощо.
Разом з тим матеріал поданий Шарлем де Костером тенденційно. В романі іспанська сторона і католицька церква описані виключно з негативного боку як кровопивці, що жирують коштом простих фламандців і нідерландців. Усі симпатії автор призначає для рідного народу і трудящих мас. Показово, що письменник змальовує негативні риси іспансько-католицького середовища як різні збочення і крайнощі (Філіп II має нахили садиста, зажерливий священник їсть сім разів на добу, реформатів зраджують лише через заздрощі, піддають тортурам суто заради розваги, ченець-ненажера має п'ять підборідь), в той час як схожі дії гезів автор виправдує. Зокрема, він пояснює відсутність постійної роботи, шахрайство і непристойні витівки молодого Тіля як невинні пустощі, ненажерливість Ламме як життєлюбство, викрадення майна гезами у мирних селян як військову необхідність, їхні бучні пиятики як веселощі. В цьому контексті деякі сторони характеру героїв виглядають суперечливо, наприклад, Уленшпігель замолоду поводить себе як розпусник і охоче користається повіями й будь-якими випадковими жінками, але зрештою виявляється гідним Неле, яка чекала його усе життя. Деякі з незручних питань історії письменник просто залишає без відповіді: не пояснює, чому Клаасів брат-католик став єретиком, що спричинило іконоборство, блюзнірства і погроми церков серед реформатів, а також непереконливо і суперечливо показує цілі Нідерландської революції (боротьба супроти іноземних загарбників, боротьба з надмірностями серед кліру чи боротьба бідняків за справедливий державний устрій). Внаслідок цього «Легенду про Уленшпігеля» сучасники письменника трактували як ідеологічний твір, спрямований проти правлячої верхівки Бельгії, в якій переважали консервативні і правоцентриські сили.
У прихованому вигляді в «Легенді про Уленшпігеля» містяться навіть елементи атеїстичної пропаганди, хоча загалом роман не заперечує якихось релігійних доктрин. Наприклад, єдину героїню твору, яка зберігає свою віру і приналежність церкві (дружина Гудзака), показано наївною дурепою, неспроможною відрізнити чистоту подружніх почуттів від сумнівного співжиття під наглядом псевдоморального ченця. Автор обачно заперечує магію як дійсну взаємодію з потойбічними силами, показуючи, що всі випадки чаклунства Катліни насправді були наслідком вживання психотропних речовин, але водночас натякає читачеві, що допомога швидше надійде не від Бога, а від «духів сил стихійних».

## Критика
Тенденційність й антиклерикальна спрямованість твору призвели до «змови мовчання», до якої вдалася бельгійська преса після виходу першодруку «Легенди». Більшість критиків не приділяли уваги роману і не давали йому жодних оцінок. Шарль де Костер помер так і не дізнавшись про славу, що очікувала на його творчий доробок за кілька десятиліть. Пізніше літературознавці високо відмітили художні якості твору. Видатний бельгійський поет Еміль Верхарн сказав, що «це перша книга, де наша країна знайшла себе». Інший поет-бельгієць Камілл Лемоньє висловився про «Легенду» наступним чином: 
|  | Це фламандська Біблія. Книга нашої вітчизни. Широка Шельда, що несе в своїх водах частки нації з давніх віків… Це — вся вітчизна… Це наше вчора, наше завтра, це вся наша історія… |

Моріс дез Омбіо писав: 
|  | Це перша книга, в якій бельгійці відчули смак і пахощі своєї землі, свого роду. Перша, яка вийшла з нейтралітету душі… Саме від Костера починається бельгійська література… |

Передмову до одного з видань роману написав відомий французький письменник Ромен Роллан. Стефан Цвейг порівняв її з монументальною поемою «Іліада» давньогрецького поета Гомера та оцінив як найвидатніше явище бельгійської літератури.
Фраза «Попіл Клааса стукає в моє серце» стала крилатою. Саме після виходу цієї книги у французькій мові поширилось слово фр. espiégle — «шибеник», похідне від прізвиська головного героя. «Легенда про Уленшпігеля» була екранізована двічі.

### Екранізації
- «Пригоди Тіля Уленшпігеля» (Les Aventures de Till l'Espiègle, 1956) — французько-східнонімецький фільм, реж. Жерар Філіп, Йоріс Івенс;
- «Легенда про Тіля» (1976) — радянський художній фільм, реж. Олександр Алов, Володимир Наумов).

## Українські переклади
- Шарль де Костер. Легенда про Тіля Уленшпігеля й Ламма Гоодзака та про їхні пригоди, героїчні, веселі й славетні, у фландрськім краї та по інших світах. Кн. 1 / Пер. з фр. Л. Красовський; передм. В. Арнаутов. — Харків: Український робітник, 1928. — 208 с.
- Шарль де Костер. Легенда про героїчні, веселі й доблесні пригоди Тіля Уленшпігеля і Ламме Гудзака у Фландрії та інших країнах  / Пер. з фр. Тетяна Черторижська — Київ: Молодь, 1953. — 356 с.
- Шарль де Костер. Легенда про Уленшпігеля і Ламме Гудзаке, про їхні пригоди героїчні, презабавні і преславні у Фландрії та інших країнах [Архівовано 10 березня 2016 у Wayback Machine.] / Пер. з фр. Є. М. Єгорова. — Київ: Молодь, 1972. — 445 с.
- Шарль де Костер. Легенда про героїчні, веселі і славетні пригоди Уленшпігеля і Ламме Гудзака у Фландрії та інших країнах [Архівовано 4 квітня 2015 у Wayback Machine.] / Пер. з фр. С. Сакидон; передм. Р. Роллан; післям. В. Пащенко. — Київ: Дніпро, 1974. — 502 с.
- Шарль де Костер. Легенда про героїчні, веселі і славетні пригоди Уленшпігеля і Ламме Гудзака у Фландрії та інших країнах. — К.: Вища школа, 1984. — 479 с. — Тираж 100 000[1].
- Шарль де Костер. Легенда про героїчні, веселі і славетні пригоди Уленшпігеля і Ламме Гудзака у Фландрії та інших країнах / Пер. з фр. С. Сакидон; післям. В. Пащенко. — Київ: Дніпро, 1991. — 366 с.